# Concours de recrutement de professeur des écoles
Le concours de recrutement de professeurs des écoles (CRPE) est le concours sur lequel s'appuie en France le ministère de l’Éducation nationale et de la Jeunesse pour recruter les professeurs des écoles, exerçant dans l'enseignement primaire (sans distinction dans les écoles maternelles et dans les écoles élémentaires) public et privé sous contrat.

## Historique

### Les maîtres du premier degré: Leur formation dans l'histoire

#### De l'École normale à l'IUFM
Avant la création des IUFM les maîtres du premier degré étaient formés dans les Écoles normales.
Les écoles normales primaires ont été instituées par les départements, à l'image de la première du nom, créée à Strasbourg en 1810. Elles sont une trentaine en 1831, puis 73 en 1835 
Il faut attendre 1831 pour que s'ouvre le premier "cours normal" pour la formation des éducatrices exerçant dans les salles d'asile, l'ancêtre des écoles maternelles, (créé par J. M. Denys Cochin) et 1847 pour la création, par Salvandy, de l'École normale des Salles d'asile.
En janvier 1884, l'École normale d'institutrices fut chargée d'assurer le recrutement du personnel enseignant "non seulement pour l'école primaire mais encore pour les écoles maternelles et les classes enfantines".
Pour permettre aux écoles normales de former les institutrices d'écoles maternelles, le décret de janvier 1887 y établit une école maternelle annexe. A la même date, des instructions précises étaient données concernant les locaux, le mobilier et le matériel d'enseignement. On y notait particulièrement la disparition des gradins, l'apparition des tables ovales, des chaises individuelles de hauteur adaptée, des jeux, des jouets, etc.
Le décret de janvier 1887, observé jusqu'en 1940, organise dans le détail l'institution de l'École normale : placée sous l'autorité des recteurs, elle comporte un internat gratuit, dispense une formation en trois ans (couronné par le brevet supérieur). Le même décret établit le régime interne et la discipline des établissements. 
Un décret de juillet 1921 modifie le statut des institutrices des écoles maternelles et des classes enfantines. Leur temps de service et de congé étaient désormais alignés sur ceux de leurs collègues de l'école élémentaire. Par ailleurs, le décret précisait que les maîtresses ayant obtenu la mention "pédagogie de l'école maternelle, puériculture, hygiène et sciences appliquées à la puériculture et à l'hygiène" au brevet supérieur seront nommées, de préférence à toutes les autres candidates, comme institutrices d'école maternelle. Le texte précisait encore qu'une femme de service devait être attachée à toute école maternelle et à toute classe enfantine.
L'État a imposé aux départements d'avoir une École normale de garçons et une de filles. Ces écoles ont été les "séminaires de la laïcité", les écoles des "hussards noirs de la République". On ne s'étonnera pas que l'État français constitué autour de Philippe Pétain reprenne à son compte les craintes du comte de Falloux, et décrète la fermeture de ces établissements de formation marqués par leur esprit de libre arbitre. La libération fera renaître les Écoles normales, mais avec des formules nouvelles de fonctionnement. Cependant, à la veille de 1968, la formation initiale des instituteurs est encore, à peu de chose près, identique à ce qu'elle était un demi-siècle plus tôt. 
Pourtant des aménagements ont eu lieu :  quatre années de scolarité et préparation du baccalauréat pendant les années d'École normale, accès à des bacheliers pour bénéficier de deux années de formation professionnelle, puis plus tard, mixité et disparition de l'internat. Le régime de recrutement à plusieurs vitesses trouvera une extension dans l'accueil opéré çà et là d'instituteurs dits "suppléants" ou "remplaçants" recrutés pour les besoins du moment.  
La diversité des formations connaîtra son apogée en 1979 lorsque le législateur impose une formation en trois ans comprenant pour les élèves-instituteurs la préparation d'un DEUG (BAC + 2) dit "enseignement du premier degré" et constitué "d'unité de formation", de nature universitaire pour certaines, toujours au sein des Écoles normales 
Ainsi l'entrée officielle de l'enseignement supérieur dans la formation des maîtres du premier degré date de 1979. Mais le DEUG prévu apparaît très vite comme une véritable impasse, faute de déboucher sur une licence appropriée. La promotion 1984 en vient au DEUG indifférencié, jugé plus opportun. En fait, entre 1979 et 1985 on comptera douze dispositifs différents dans la formation initiale, celle -ci ayant été, pendant cette période, l'objet de 38 textes officiels successifs. 
En 1985 naîtra le recrutement post-DEUG avec une formation professionnelle en deux ans, toujours dispensés dans les Écoles normales. Il y a eu aussi un recrutement complémentaire 'spécial DEUG' en 1983, 1984 et 1985, destiné à combler les manques imprévus de personnels en 'dernière minute' (décès, démissions pour cause de suivi de conjoint, etc. etc.). Vu l'urgence de ces recrutements marginaux, les enseignants stagiaires reçus prenaient directement en charge des classes après une brève formation pratique en classe (accompagnement) d'une semaine, la formation condensée sur 30 semaines intervenant l'année universitaire suivante - après encore un mois environ de remplacements divers et variés, les imprévus ne manquant pas pour utiliser ainsi cette ressource censée être immédiatement opérationnelle. Après l'année de formation, les stagiaires étaient titularisés au cours de l'année scolaire suivante (où ils étaient à nouveau en fonction dans leur département d'appartenance) sur soutenance d'un mémoire sur un sujet pédagogique de leur choix, avec l'aide d'un professeur d'E.N. 'IUFM) spécialement désigné à cet effet.
Puis avec la loi d'orientation de 1989, organisant la scolarité primaire en cycle, les Instituts Universitaires de formation des maîtres (IUFM), structures académiques, se substitueront aux Écoles normales départementales. Les IUFM sont chargés dès la rentrée 1990, de former l'ensemble des personnels enseignants des premier et deuxième degrés, tous recrutés après la licence.         
Ils ont été créés par la loi d'orientation du 10 juillet 1989 qui posait la règle d'un recrutement au même niveau d'études pour les enseignants du primaire et du secondaire. Trois IUFM ont été mis en place à titre expérimental pour l'année scolaire 1990/91 à Grenoble, Lille et Reims. A la rentrée 1991 la formule a été généralisée.
Les professeurs des écoles et les instituteurs sont des fonctionnaires au service de l'État. Leur recrutement se fait sur concours et requiert quelques exigences (être de nationalité française, être âgés de moins de 45 ans).
Si les derniers instituteurs sortis des Écoles normales y avaient été admis en étant titulaire d'un DEUG, et après l'obtention d'un concours, alliant à la fois des connaissances d'ordre général et pédagogiques, les futurs professeurs des écoles sont désormais admis à l'IUFM après l'obtention d'une licence (BAC + 3), ce n'est que pour poursuivre les études au-delà de la première année qu'intervient un concours.

#### Conditions d'admission

##### À l'École normale
Du temps des Écoles normales, le concours avait lieu avant l'entrée en première année. Il comprenait huit épreuves obligatoires dont quatre d'admissibilité et quatre d'admission. Chacune d'entre elles, affectée d'un coefficient, était notée entre 0 et 20, toute note inférieure ou égale à 5 sur 20 étant éliminatoire.
L'admissibilité comportait quatre épreuves dont l'une, au choix du candidat, était notée au coefficient 2 (1 pour les trois autres) :
- Lettres et langue française, se rapportant à deux œuvres littéraires définies et comportant des questions d'analyse littéraire, des questions d'analyse grammaticale et de compréhension française.
- Mathématiques, faisant appel à une bonne maîtrise des règles usuelles de calcul algébrique et des figures géométriques les plus courantes, ainsi qu'aux connaissances des fonctions simples d'une variable (fonction affine par intervalle, exponentielle, logarithmique, à deux variables) et de l'étude de certains phénomènes de limite (suites arithmétiques et géométriques, périmètre et aire du disque, etc.)
- Sciences et technologie, épreuve où le candidat pouvait choisir de composer soit en biologie (de la cellule à l'organisation pluricellulaire), soit en sciences physiques et technologie.
- Histoire-géographie, de même, le candidat choisissait de composer soit en histoire, soit en géographie.

L'admission reposait aussi sur quatre épreuves (le candidat avait également le choix de doubler le coefficient de l'une d'entre elles, mis à part l'entretien, affecté d'office du coefficient 3) :
- Entretien sur l'éducation, consistait en un entretien d'une vingtaine de minutes avec un jury (entretien préparé (30 minutes) à partir de documents connus sur place) ;
- Éducation physique et sportive portant sur les activités physiques, d'expression, de pleine nature et sportive, qui peuvent être pratiquées à l'école élémentaire.
  - une séquence de natation (50 mètres avec recherche d'un objet lesté) et
  - au choix une séquence choisie parmi les trois suivantes :
    - athlétisme, activités physiques de pleine nature,
    - activité de maîtrise corporelle et d'expression par le mouvement (gymnastique, danse, GRS),
    - sports collectifs, de combat, activités duelles ;
- Arts plastiques, étude pratique et théorique de la couleur ;
- Musique, comportant une épreuve pratique (chant ou instrument) et la constitution d'un dossier de quatre œuvres dont l'une allait faire l'objet d'un exposé (étude de l'œuvre : corps sonores, instruments, voix, etc.).

Une épreuve facultative était possible en cas d'admissibilité. Elle portait sur une traduction (sans dictionnaire) d'un texte dans une langue étrangère (une ou deux langues proposées selon les académies).

##### À l'IUFM
La formation en IUFM ne plaçait plus le concours à l'entrée, mais à l'issue de la première année.
En première année les futurs enseignants avaient le statut d'étudiants, ils préparaient le concours de recrutement de fonctionnaires stagiaires. Le concours comprenait six épreuves obligatoires dont deux d'admissibilité et quatre d'admission. Les épreuves permettaient d'apprécier les compétences à la fois scientifiques et professionnelles des candidats. Notons que cette première année n'était pas obligatoire, on pouvait présenter le concours sans l'avoir suivie.
Chacune d'entre elles, affectée de son coefficient, était notée de 0 à 20. Toute note inférieure ou égale à 5 sur 20 aux épreuves d'admissibilité ainsi qu'à la première épreuve d'admission était éliminatoire.  
L'admissibilité reposait sur la maîtrise du français et des mathématiques.
- En français (coefficient 4), le candidat rédigeait une synthèse de textes et documents liés à l'acquisition et l'enseignement de la langue française. Il répondait à une question de grammaire ou de vocabulaire. Confronté à des documents pédagogiques, il faisait preuve d'une connaissance des objectifs et des programmes de la petite section au CM2.
- En mathématiques (coefficient 4)
  - Analyse de situations et résolution de problèmes.
  - Analyse et critique de documents pédagogiques (approches didactiques et démarches correspondantes).

L'admission reposait sur quatre épreuves successives dont deux à options.
- L'oral professionnel (coefficient 3) consistait en un exposé sur dossier de 20 minutes suivi d'un entretien de 25 minutes avec le jury.
- Première option : l'étudiant pouvait choisir de composer à l'écrit en biologie et géologie ou en histoire et géographie ou en sciences physiques et technologiques.
- Deuxième option : l'étudiant choisissait entre les arts plastiques (production) ou un oral de musique ou de langues vivantes étrangères (appartenant à la Communauté européenne ou enseignées dans les collèges).
- Éducation physique et sportive
  - Un parcours de natation de 50 mètres avec recherche d'un objet lesté.
  - Une séquence d'une activité physique et sportive choisie sur une liste de 6 disciplines.
- Un entretien avec le jury allant dans le même sens que pour les épreuves d'admission.

Une épreuve facultative était possible en cas d'admissibilité. Elle portait sur une traduction (sans dictionnaire) d'un texte dans une langue étrangère à extension régionale limitée (breton, alsacien, catalan, etc.) ou, des populations immigrées présentes dans l'Académie concernée.

#### Rapport à la pratique, formation méthodologique et didactique
La formation des élèves-instituteurs était organisée dans les Écoles normales. Elle durait deux ans et constituait une formation professionnelle supérieure. Cette formation faisait l'objet d'une évaluation relevant pour moitié d'un contrôle continu, pour un quart de l'évaluation du stage final en responsabilité et pour un quart, d'un contrôle terminal écrit et oral. La titularisation intervenait au moment de la prise effective du premier poste.
La formation des futurs professeurs des écoles se scinde en deux parties. La première année était ouverte à tout titulaire d'une licence, les participants avaient le statut d'étudiants et préparaient le concours.
En seconde année, les lauréats du concours avaient le statut de professeurs stagiaires et étaient rémunérés. La seconde année faisait l'objet d'une certification.
La titularisation intervenait à la sortie de l'IUFM. Elle entraînait l'entrée dans la fonction publique, avec ses droits, mais aussi ses devoirs. Les professeurs des écoles étaient nommés dans un département de l'Académie de formation.

##### Formation pratique

###### À l'École normale
À l'École normale les stages étaient de deux sortes, en tutelle ou en responsabilité.
Les stages en tutelles consistaient en une conduite progressive de la classe après une phase d'observation. Ils avaient lieu dans la mesure du possible dans des classes d'applications. Ces stages étaient au nombre de trois. Deux d'entre eux avaient lieu au cours de la première année de formation. Ils concernaient le niveau CP pour l'un, les niveaux CE/CM pour l'autre, chacun de ces stages durait trois semaines. Un troisième stage en tutelle avait lieu au cours de la deuxième année de formation, il concernait l'école maternelle et durait deux semaines.
Les stages en responsabilité clôturaient la fin de la deuxième année de formation. Ils permettaient au futur instituteur d'exercer les pleines responsabilités de son futur métier. Le stage durait 8 semaines et se déroulait dans une seule classe. Le stagiaire était suivi par un instituteur-maître formateur (IMF), un conseiller pédagogique et inspecté par l'inspecteur de circonscription.
La formation pratique comptait donc en tout seize semaines de stages (432 heures).

###### À l'IUFM
À l'IUFM les stages étaient également de deux sortes, accompagnés ou en responsabilité.
Les stages accompagnés étaient répartis sur les deux années et étaient modulés en fonction du parcours personnalisé. Après une observation attentive des activités conduites par le maître formateur, les stagiaires étaient amenés progressivement à conduire la classe. Ce type de stage prenait le nom de "mise en tutelle". Il concernait souvent deux ou trois étudiants à la fois, ce qui facilitait l'alternative des rôles (action-observation), l'analyse collective des pratiques et l'entraînement au travail d'équipe. Le conseiller aidait les stagiaires à définir clairement les objectifs à atteindre et les moyens à utiliser. Lors d'entretiens il évaluait, avec eux, les résultats obtenus.
La première année comportait cinq semaines de stage, mais comme spécifié dans le point 2.2, la première année n'était pas obligatoire, le concours pouvait être présenté sans l'avoir suivie.
Les stages en responsabilité avaient lieu en seconde année. Ils permettaient au stagiaire d'exercer les responsabilités totales de son futur métier. Le directeur d'école et le conseiller pédagogique aidaient le stagiaire à s'insérer dans l'équipe éducative. Un maître formateur venait le visiter régulièrement, analysait ses difficultés et soulignait les points à améliorer.
En deuxième année on comptait douze semaines de stage (312 heures).

##### Méthodologie

###### À l'École normale
Du temps des Écoles normales, le contenu de la formation se répartissait en quatre grands domaines :
- formation pédagogique générale théorique et pratique (philosophie et sociologie de l'éducation, pédagogie générale, adaptation et intégration scolaire, scolarisation d'enfants étrangers, l'école maternelle, stage en maternelle, stage en CP, stage en CE/CM, stage terminal en responsabilité) ;
- formation disciplinaire scientifique, méthodologique et didactique (français, mathématiques, sciences et technologie, histoire-géographie-éducation civique, éducation physique, éducation artistique) ;
- formation au rôle administratif et social de l'instituteur (connaissance du système éducatif, déontologie du métier d'instituteur, problèmes sociaux, économiques et culturels liés au milieu d'exercice, sensibilisation aux activités éducatives complémentaires de l'école et à la formation des adultes) ;
- approfondissement optionnel (l'une des disciplines relevant de la formation pédagogique générale ou de la formation disciplinaire).

Dans les Écoles normales d'Alsace-Moselle avait lieu un enseignement supplémentaire d'allemand et de religion (ou de morale).
Formation méthodologique totale (périodes de stages déduites) : 1512 heures.

###### À l'IUFM
Dans les IUFM la répartition et les contenus étaient différents.
En première année l'enseignement était orienté vers le concours : épreuves disciplinaires, enseignement général et optionnel, épreuve orale professionnelle.
La formation générale comportait une partie commune (10 %) à tous les enseignants (tronc commun). 
Des stages d'observation dans les établissements scolaires assuraient l'alternance entre la théorie et la pratique.
En seconde année la formation comportait des cours d'enseignement général, des compléments disciplinaires pour les matières à option, des modules, des séminaires de soutien pour la réalisation du mémoire professionnel.
L'enseignement général et disciplinaire portait essentiellement sur les matières enseignées à l'école élémentaire, la formation générale présentait le fonctionnement du système éducatif et les différents modes d'apprentissage.
L'importance des stages en responsabilité donnait particulièrement à cette seconde année un caractère fortement professionnel.
À la fin de l'année, l'évaluation terminale permettait de prononcer la certification des étudiants.
Chaque IUFM organisait sa formation propre à partir d'objectifs généraux. A l'IUFM d'Alsace, elle était organisée autour de trois axes :
- formation disciplinaire (français, mathématiques, éducation physique et sportive, histoire-géographie, biologie-géologie, physique-technologie, arts plastiques, musique, langues pour un total de 414 heures en première année ; sous forme de modules à choisir parmi les disciplines de l'école élémentaire pour un total de 1087 heures en deuxième année) ;
- formation professionnelle pratique (analyse de pratiques pédagogiques, de documents d'élèves pour un total de 72 heures en première année et 225 en deuxième année) ;
- formation transversale (philosophie de l'éducation, connaissance de l'enfant, pédagogie générale, éducation à la citoyenneté et technologies éducatives pour la première année, AIS/CEFISEM[6], connaissance du milieu éducatif et des milieux d'exercice, philosophie de l'éducation et technologies éducatives pour la deuxième année).

Formation méthodologique totale (périodes de stages déduites) : 624 heures

#### Didactique
Du temps des Écoles normales les cours étaient assurés uniquement par des professeurs agrégés ou certifiés.
Dans les IUFM, les cours étaient assurés en commun par des professeurs agrégés ou certifiés attachés au centre et des enseignants-chercheurs (professeurs à l'université ou maîtres de conférences). L'un d'eux, le coordinateur, assurait les bilans de formation ainsi que le suivi des stages. Les conseillers pédagogiques organisaient  les stages dans les classes des instituteurs-maîtres formateurs.

### De la Licence au Master
Les modalités du concours sont fixées par l’arrêté du 10 mai 2005.
Jusqu'en 2010, le CRPE était souvent précédé d’une année de préparation passée à l’institut universitaire de formation des maîtres (IUFM), pour lequel il existait un processus de sélection pouvant différer d'une académie à l'autre : dans certaines académies, il fallait aussi passer un concours d'entrée qui comprend généralement un QCM au sujet des matières les plus importantes (mathématiques, français, sciences, histoire et géographie, etc.) ; dans d’autres académies, la sélection se faisait sur dossier (cursus universitaire, expérience de travail avec des enfants, etc.). 
Il existait 3 épreuves d'admissibilité écrites qui visaient à juger les compétences théoriques et pédagogiques du candidat en Français, Mathématiques et en Histoire -Géographie et Sciences expérimentales. Pour cette dernière épreuve les candidats devaient choisir entre les deux composantes laquelle serait majeure et laquelle serait mineure. 
Les épreuves d’admission comprenaient trois entretiens pour juger des compétences du candidat en sport, langue vivante et du point de vue professionnel. La dernière épreuve comprenait, en sus, une composante optionnelle portant sur la musique, les arts visuels ou la littérature de jeunesse et mettant en évidence les aptitudes spécifiques et didactiques du candidat.
Pour les lauréats du concours, une année de stage était partagée entre enseignement et formations à l’IUFM (PE2). Cette année de formation donnait lieu à une évaluation portant à la fois sur les stages, le mémoire professionnel et les enseignements suivis en IUFM. Elle conditionnait la délivrance du DPPE, Diplôme Professionnel de Professeur des Écoles et la titularisation.
Bien que la très grande majorité des candidats réalisaient une année de plus, souvent une à deux fois redoublée, dans les IUFM afin de préparer le concours (PE1), seul le niveau Licence (bac+3) était officiellement exigé jusqu'en 2010 pour le passer. Des dérogations étaient et restent possibles pour les parents de plus de trois enfants et les sportifs de haut niveau.
Les modalités du concours ont été modifiées dès 2010. Un Master ainsi que de nouvelles certifications sont désormais nécessaires pour obtenir le CRPE hors dérogations susdites.
Il n'y a plus, au sein des IUFM, d'année de préparation aux concours (PE1) ni d'année de professionnalisation post-concours (PE2). Les IUFM sont devenus des écoles internes aux universités proposant des formations diplômantes ante-concours de niveau master (bac+4 et bac+5). Ces formations portent des noms différents et n'offrent pas les mêmes contenus ou conditions de stage selon l'académie et l'université de rattachement.

### Les ESPE
En septembre 2013, les IUFM deviennent les Écoles supérieures du professorat et de l'éducation. La formation des professeurs stagiaires est rétablie.

### Les INSPE
Puis en septembre 2019,les ESPE deviennent INSPE (Institut National Supérieur du Professorat et de l'Education).

## Le concours

### Conditions d'éligibilité
Il existe six voies différentes avec chacune ses propres conditions d'éligibilité. Les épreuves et attentes sont les mêmes pour chaque voie. Seul le nombre de postes alloués varie. 
Le concours externe
C'est la première voie en nombre de postes et de candidats (9 636 postes pour 28 618 candidats en 2019)[réf. souhaitée].
Pour le passer il faut un master 2 acquis ou en cours d'obtention. Il existe une dérogation pour les parents de trois enfants et les sportifs de haut niveau. 
Le troisième concours
Il faut justifier de cinq ans d'activité dans le secteur privé au moment de la publication des résultats d'admissibilité (695 postes pour 3 443 candidats en 2019). 
Le second concours interne
Il faut avoir un niveau licence et justifier de trois ans d'activité dans un service public (274 postes pour 1 033 candidats en 2019).
Il existe aussi le concours spécial. Il s'agit d'une spécialisation en langues régionales. Il existe pour le concours externe et le second concours interne, ce sont les mêmes conditions d'éligibilité. Il diffère par l'ajout de deux épreuves supplémentaires en langue régionale parmi basque, corse, breton, catalan, créole, occitan-langue d'oc, langues régionales d'Alsace et des pays mosellans.

### Attestations et certificats prérequis en plus des justificatifs d'éligibilité
Depuis septembre 2006, l’admission définitive au concours de professeur des écoles est conditionnée par la fourniture obligatoire d’un brevet de natation de 50 m, ainsi que d'une Attestation de formation aux premiers secours (PSC1).
L'année de stage suivant l'admission au concours, deux certificats supplémentaires doivent être obtenu pour devenir titulaire : un certificat de compétences en langues de l'enseignement supérieur de niveau B2 (CLES 2 ou équivalent) et un certificat de compétences en informatique et Internet (C2i2e) validées lors de la dernière année de master.

### Épreuves du concours
Depuis 2015, le concours comporte au total plus de treize heures d'épreuves sur quatre jours. Les épreuves écrites (français et mathématiques) sont notées chacune sur 40 et servent à établir les barres d'admissibilité (différentes selon les académies). Les épreuves orales (épreuve sur dossier et connaissance du système éducatif + EPS) sont notées respectivement sur 60 et 100 points. La partie orale compte donc pour 2/3 de la note finale du candidat.
Le concours se déroule en deux phases : les épreuves d’admissibilité, écrites (fin avril) et les épreuves d’admission, orales (courant juin) pour les candidats admissibles.

#### Épreuves d'admissibilité
Une épreuve écrite de français et une épreuve écrite de mathématiques forment la première partie du concours. 

##### Épreuve écrite de français
- Première partie : analyse de textes (11 points) 
Production d'une réponse rédigée, relative à des textes (synthèse ou analyse ou commentaire d'un ou plusieurs textes)
- Deuxième partie : connaissance de la langue (11 points) 
Questions de grammaire, orthographe et lexique
- Troisième partie : didactique (13 points) 
Analyse de plusieurs supports d'enseignements et de productions d'élèves

5 points sont alloués à la qualité orthographique et la syntaxe du candidat.  
Total de points : 40, épreuve éliminatoire si le candidat obtient une note inférieure à 10 sur 40. 

##### Épreuve  écrite de mathématiques
- Première partie : un problème composé de plusieurs parties (13 points)
- Deuxième partie : exercices indépendants (vrai/faux, QCM, justification.) (13 points)
- Troisième partie : Didactique (14 points)
- Analyse de plusieurs supports d'enseignements et de productions d'élèves

Jusqu'à cinq points peuvent être retirés en fonction de la qualité orthographique et la syntaxe du candidat. 
Total de points : 40, épreuve éliminatoire si le candidat obtient une note inférieure à 10 sur 40.

#### Épreuves d'admission

##### Première épreuve orale: Mise en situation professionnelle
- Présentation du dossier réalisé par le candidat (20 points)
- Entretien avec le jury (40 points)

Total de l'épreuve : 60 points
Le candidat doit produire un dossier dans un domaine de son choix parmi histoire, géographie, arts visuels, histoire de l'art, éducation musicale, sciences et technologies, enseignement moral et civique et langues vivantes (anglais, espagnol, allemand ou italien). 
Le dossier est composé de 10 pages maximum, il détaille une séquence d'enseignement sur le sujet choisi par le candidat. 

##### Deuxième épreuve orale: Entretien à partir d'un dossier
Le candidat dispose de trois heures pour traiter le sujet d'EPS et celui de CSE. Durant ces trois heures, le candidat doit préparer l'épreuve orale à partir de documents mis à sa disposition.

###### L'éducation physique et sportive (40 points)
Chaque académie choisit 4 APSA (activité physique et sportive) parmi les 8 APSA. Les académies publient leurs APSA au cours de l'année sur leur site.
Le sujet est une situation d'EPS dans l'une des APSA de l'académie associée à une problématique à laquelle devra répondre le candidat. Le sujet peut être en format écrit, image et même vidéo pour les académies de Lille et Grenoble seulement. 
L'épreuve est composée ainsi :
- exposé : 10 minutes
- entretien : 20 minutes

###### La CSE (connaissance du système éducatif) (60 points)
Le sujet est un dossier composé de différents textes (officiels, articles, essais...) de 5 pages maximum. Une à trois questions sont ensuite posées au candidat. 
Le déroulement :
- exposé : 15 minutes
- entretien : 30 minutes

## Le recrutement

### L'admission
Le recrutement se fait au niveau académique. Chaque académie dispose d'un nombre de postes à pourvoir et recrute en fonction. Le taux d'admission varie donc sensiblement d'une académie à une autre (Rennes : 10,14 % en 2019 vs Créteil : 67,84 %). Il dépend du nombre de postes et de candidats.
Les résultats sont publiés sur le site internet de chaque académie au cours du mois de juin.

### L'affectation à un poste
Les admis ont le statut d'Enseignement Fonctionnaire Stagiaire (EFS). Ils sont affectés à une école en fonction des vœux de département lors de leur inscription au concours en septembre. L'affectation se fait en fonction du classement du candidat. Il fera sa formation dans l'INSPE rattachée à son école d'affectation.

### Nombre de postes
Le syndicat SNUIPP a compilé les arrêtés d'ouverture de concours parus au Bulletin officiel de l'Éducation nationale. Traditionnellement, le nombre de postes ouverts n'est annoncé qu'après la clôture des inscriptions.
- postes au concours 2008 : 10 000 sur toute la France (le concours est déconcentré par académie)
- postes au concours 2009 : 7 000
- postes au concours 2010 : 7 165
- postes au concours 2011 : 3 154
- postes au concours 2012 : 6 000
- postes au concours 2013 : 8 600
- postes au concours 2014 anticipé, dit « exceptionnel » : 8 500
- postes au concours 2014 : 8 500 (soit 17 000 au total pour 2014)
- postes au concours 2015 : 11 960
- postes au concours 2016 : 10 970
- postes au concours 2017 : 8 670
- postes au concours 2018 : 9 560
- postes au concours 2019 : 10 600
- postes au concours 2020 : 10 800[11]